# Айос-Эфстатиос
Айос-Эфстатиос (греч. Άγιος Ευστάθιος) / Зейбеккёй (тур. Zeybekköy) — деревня на острове Кипр, на территории частично признанного государства Турецкая Республика Северного Кипра (согласно мнению международного сообщества — в Республике Кипр).

## Географическое положение
Айос-Эфстатиос находится в северо-восточной части острова, на полуострове Карпас, на расстоянии приблизительно 15 километров к северо-востоку от Трикомо, административного центра района. Абсолютная высота — 58 метров над уровнем моря.

## Население
Численность населения деревни на 2011 год составляла 50 человек, из которых мужчины составляли 50 %, женщины — соответственно также 50 %.
| Год  | Население, человек |
| ---- | ------------------ |
| 2006 | 31                 |
| 2011 | 36                 |

## Транспорт
Ближайший гражданский аэропорт — Эрджан.